# サム・ヒューストン (原子力潜水艦)
|          |                                                |
| 艦歴     |                                                |
| 発注     | 1959年7月1日                                   |
| 起工     | 1959年12月28日                                 |
| 進水     | 1961年2月2日                                   |
| 就役     | 1962年3月6日                                   |
| 退役     |                                                |
| その後   | 原子力艦再利用プログラム                       |
| 除籍     | 1991年9月6日                                   |
| 性能諸元 |                                                |
| 排水量   | 水上 6,900トン、水中 8,000トン                 |
| 全長     | 410 ft                                         |
| 全幅:    | 33 ft                                          |
| 吃水     | 32 ft                                          |
| 機関     | 原子力ギアード・タービン                       |
| 主機関   | GE S5W原子炉 1基                               |
| 最大速   | 20+ノット                                      |
| 乗員     | 各班士官10名、兵員100名                        |
| 兵装     | 21インチ魚雷発射管4基 ポラリス弾道ミサイル16発 |

サム・ヒューストン (USS Sam Houston, SSBN-609) は、アメリカ海軍のイーサン・アレン級原子力潜水艦の2番艦。艦名はテキサス共和国の大統領であったサム・ヒューストンに因んで命名された。

## 艦歴
「サム・ヒューストン」は1959年12月28日にバージニア州ニューポート・ニューズのニューポート・ニューズ造船所で起工した。1961年2月2日にネリー・コナリー（ジョン・コナリー海軍長官の妻）によって命名、進水し、1962年3月6日にブルー班艦長W・P・ウィリス・ジュニア大佐、ゴールド班艦長ジャック・H・ホーキンス中佐の指揮下就役する。
整調後、「サム・ヒューストン」は4月25日にフロリダ州ケープカナベラル沖で最初のミサイル発射を行う。その後ホーキンス中佐指揮するゴールド班が艦を引き継ぎ、1962年5月11日にミサイル発射を完了、ケープカナベラルから整調訓練に出航した。
最初の哨戒でブルー班が操艦する「サム・ヒューストン」は48日と2時間の間潜航を継続し、その後スコットランドのホーリー・ロッホで潜水母艦「プロテウス」 (USS Proteus, AS-19) の横に係留された。維持作業の後ゴールド班が12月25日に最初の哨戒に出航、ホーリー・ロッホには1963年2月に帰還した。乗員は再び交代し、「サム・ヒューストン」は3月に第3の哨戒に出航した。この哨戒で「サム・ヒューストン」は地中海入りした最初の弾道ミサイル潜水艦となり、同地でNATO軍と合流した。作戦活動でトルコのイズミルに短期間の訪問を行い、ポラリスミサイル搭載艦として寄港を行う最初の艦となった。乗組員2班は90日おきに交代し、「サム・ヒューストン」は同年末まで6度の哨戒を完了した。
1964年末までに「サム・ヒューストン」は10回の哨戒を完了した。1965年は4度の哨戒を行い、1966年には3回の哨戒を完了、その中には71日に及ぶ最長の哨戒も含まれた。1966年8月10日、「サム・ヒューストン」は1962年の就役から初めて帰国し、ニューハンプシャー州ポーツマスのポーツマス海軍工廠で拡張オーバーホールが行われた。1967年10月30日、公試に出航し、1ヶ月後ブルー班が整調訓練を開始した。1968年1月、ゴールド班が整調訓練を始める。詳細なテストに続いて、「サム・ヒューストン」は18回目の抑止哨戒に出航し、5月25日にホーリー・ロッホに入港した。同年末までに21回目の哨戒を行い、1969年には22回目から24回目までの哨戒を完了した。1970年、第14潜水戦隊と共に作戦活動を継続し、8月9日に地中海に移動、第16潜水戦隊に合流した。
「サム・ヒューストン」は1972年10月までスペインのロタを拠点として活動した。11月27日にチャールストン海軍造船所に入渠、定期オーバーホールおよび兵装、推進システムの更新が行われた。1974年5月までサム・ヒューストンはチャールストンに留まった。
1979年、「サム・ヒューストン」がグアム付近で発射した非武装のMk.37魚雷が国際水域に入り、ソ連のトロール船に拾われた。海軍が追跡した後、ソ連とアメリカの水兵が海中で出会い、魚雷はウォッカのボトルとともに返還された。
1981年、第一次戦略兵器制限交渉に従い「サム・ヒューストン」のミサイル発射装置が撤去されることとなった。ミサイル発射管にはセメントブロックが詰められ、ミサイル火器管制システムおよび慣性航法システムの一部が撤去された。「サム・ヒューストン」は1980年11月10日に攻撃潜水艦に艦種変更され、船体番号は SSN-609 に変更、その後は主として訓練、対潜水艦戦演習などの任務に使用された。1982年9月から1985年9月までワシントン州ブレマートンで、潜水工作員もしくはコマンド部隊を輸送できるよう改修された。これには兵員搭載スペースのためいくつかのミサイル発射管基礎の撤去および他のミサイル発射管のエアロックへの変更および機材の搭載が含まれた。
1988年4月29日、「サム・ヒューストン」はワシントン州フォックス島で座礁した。
就役中の1991年3月1日、ブレマートンで「サム・ヒューストン」は不活性化が行われ、同日原子力艦再利用プログラムに従って処置が始められた。「サム・ヒューストン」は9月6日に公式に退役、除籍され、再利用プログラムは1992年2月3日に完了した。その後艦は公式に廃棄されるようリストされた。